# Paramount Pictures
Paramount Pictures Corporation là một tập đoàn truyền thông Mỹ, sản xuất và phát hành phim và các sản phẩm truyền thông.
Trụ sở hãng đặt tại 5555 Melrose Avenue, Hollywood, California. Thành lập năm 1912 và hiện tại sở hữu bởi ViacomCBS, đây là hãng phim có lịch sử lâu đời nhất tại miền Nam California, trước Universal Studios của NBC Universal hơn 1 tháng; đây cũng là hãng phim đại thụ cuối cùng vẫn đặt trụ sở tại Hollywood.
Paramount được xem như một trong những hãng phim hàng đầu trên toàn thế giới.

### Tư liệu
- Berg, A. Scott. Goldwyn. New York: Alfred A. Knopf, 1989.
- DeMille, Cecil B. Autobiography. Englewood Cliffs, NJ: Prentice-Hall, 1959.
- Eames, John Douglas, with additional text by Robert Abele. The Paramount Story: The Complete History of the Studio and Its Films. New York: Simon & Schuster, 2002.
- Evans, Robert. The Kid Stays in the Picture. New York: Hyperion Press, 1994.
- Gabler, Neal. An Empire of Their Own: How the Jews Invented Hollywood. New York: Crown Publishers, 1988.
- Lasky, Jesse L. with Don Weldon, I Blow My Own Horn. Garden City NY: Doubleday, 1957.
- Mordden, Ethan. The Hollywood Studios. New York: Alfred A. Knopf, 1988.
- Schatz, Thomas. The Genius of the System. New York: Pantheon, 1988.
- Sklar, Robert. Movie-Made America. New York: Vintage, 1989.
- Zukor, Adolph, with Dale Kramer. The Public Is Never Wrong: The Autobiography of Adolph Zukor. New York: G.P. Putnam's Sons, 1953.

## Liên kết ngoài

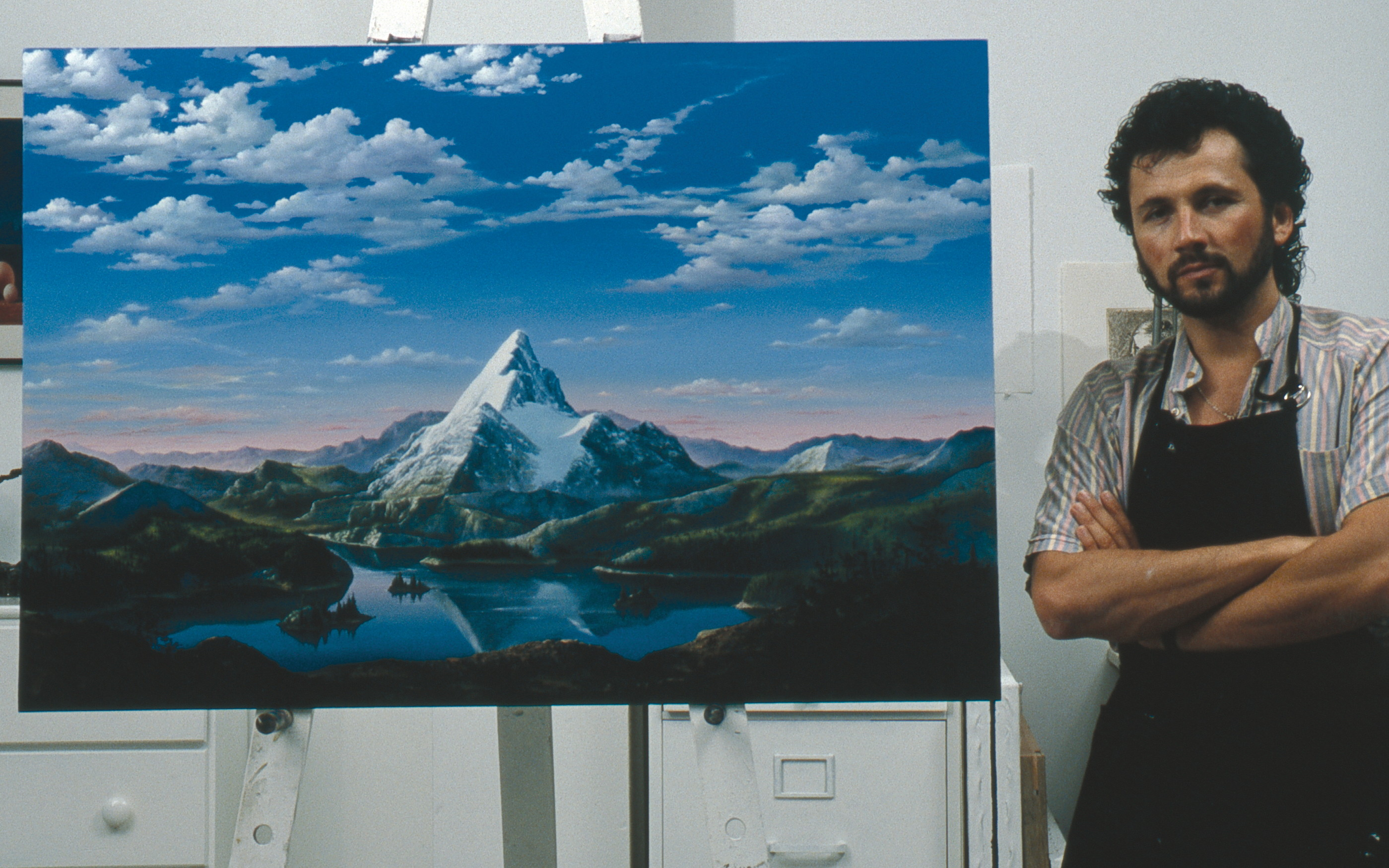
Các nghệ sĩ Dario Campanile đứng trước các tác phẩm nghệ thuật mà ông tạo ra cho Paramount Studios cho lễ kỷ niệm 75 logo thiết kế lại. Bức tranh đã được sử dụng như là nguồn gốc cho hình ảnh động logo tiếp theo. Bản gốc phải được trưng bày tại Paramount Studios.